# Kelly Markus
Kelly Markus (Amsterdam, 7 februari 1993) is een Nederlandse voormalig wielrenster. Zij was actief op de weg en op de baan. Ze reed vanaf 2016 tot en met 2021 bij de Belgische ploeg Lares-Waowdeals, die in 2018 verder ging als Doltcini-Van Eyck Sport.
In 2013 en 2014 werd ze Nederlands kampioen samen met Amy Pieters in de koppelkoers.
Kelly is de jongere zus van wielrenner Barry Markus. Zij zijn geen familie van renster Riejanne Markus.

## Belangrijkste overwinningen

### Op de weg
2011
- Nederlands kampioenschap op de weg, junior

2015
- Nederlands kampioenschap op de weg, beloften
- 3e in Omloop van de IJsseldelta

### Op de baan
| Jaar  | NK                   | EK                   | WK | Overige |
| ----- | -------------------- | -------------------- | -- | ------- |
| 2008  | Omnium, nieuweling   |                      |    |         |
| Elite |                      |                      |    |         |
| 2011  | Koppelkoers          | Puntenkoers, Scratch |    |         |
| 2012  | Koppelkoers          |                      |    |         |
| 2013  | Koppelkoers, Omnium  |                      |    |         |
| 2014  | Koppelkoers, Scratch |                      |    |         |
| 2015  | Scratch              |                      |    |         |